# محمد علي إبراهيم
محمد علي إبراهيم (1950 - 7 يوليو 2020) صحفي، وسياسي مصري، رئيس تحرير صحيفة الجمهورية المصرية الأسبق. عُين بمجلس الشورى ضمن المجموعة التي يختارها رئيس الجمهورية للتعيين بمجلسي الشعب والشورى.
ينتقده البعض بأن أسلوبه جارح في انتقاد الشخصيات السياسية المعارضة للحكم وتأييده للحكومة. ويرجح أنه تسبب في أزمة سياسية بين مصر وقطر بعد كتابته مقالا شديد اللهجة وبألفاظ غير لائقة عن أميرة قطر الشيخة موزة وعن زوجها الأمير حمد وعن قناة الجزيرة الفضائية، مما تسبب في احتجاج قطر الرسمي، وكذلك إصدار تعليمات بعدم تجديد عقود 150.000 مصري يعمل بقطر وعدم استقدام أي عمالة مصرية جديدة.
أُقيل من رئاسة تحرير جريدة الجمهورية عقب ثورة 25 يناير سنة 2011 في مصر التي أطاحت بحسنى مبارك كرئيس للجمهورية وأغلب أعضاء الحكومة الذين تمت محاكمة كثير منهم وأدينوا بجرائم وقد تم تغيير جميع رؤساء تحرير الصحف القومية خلال نفس الفترة نتيجة الضغط الشعبي وإرادة التغيير والتخلص ممن اتهموا بإفساد الحياة السياسية في مصر.

## وصلات خارجية
- محمد علي إبراهيم على موقع أرشيف الشارخ.
- صفحة تعريف من موقع صحيفة الجمهورية